# Liga Nacional de Honduras 1975-76
La temporada 1975-1976 de la Liga Nacional de Fútbol de Honduras fue la décima edición profesional de esta liga. 
El formato del torneo consistió en un calendario a tres fechas de todos contra todos seguido de una ronda eliminatoria de 4 equipos. C.D. España ganó el título tras derrotar al C.D. Olimpia en la final. Ambos equipos se clasificaron para la Copa de Campeones de la Concacaf 1976.

## Formato
Los diez participantes disputan el campeonato bajo un sistema de liga, es decir, todos contra todos a visita recíproca, con un criterio de puntuación que otorga:
- 2 puntos por victoria
- 1 punto por empate
- 0 puntos por derrota.

Los primeros cuatro lugares clasifican a una cuadrangular, donde el campeón se define mediante partidos de ida y vuelta entre el ganador de la fase regular y el ganador de la cuadrangular.
En caso de concluir con dos equipos empatados para la clasificación, se procedería a un partido de desempate entre ambos conjuntos. De haber empate en este, se alargaría el juego a la disputa de dos tiempos extras de 15 minutos cada uno, y eventualmente tiros desde el punto penal, hasta que se produjera un ganador.
El descenso a Segunda División corresponderá al equipo que acumulara la menor cantidad de puntos, y que por ende finalice en el último lugar de la fase regular. Para el descenso, se contempló un partido extra en caso de empate en puntos de uno o más equipos.

## Ascensos y descensos
| Ascendido de la Segunda División 1974-75 |
| ---------------------------------------- |
| Atlántida                                |

| Descendido en la Liga Nacional 1974-75 |
| -------------------------------------- |
| Atlético Indio                         |

## Equipos participantes
| Equipo    | Sede           |
| --------- | -------------- |
| Atlántida | La Ceiba       |
| Broncos   | Choluteca      |
| España    | San Pedro Sula |
| Federal   | Tegucigalpa    |
| Marathón  | San Pedro Sula |
| Motagua   | Tegucigalpa    |
| Olimpia   | Tegucigalpa    |
| Platense  | Puerto Cortés  |
| UNAH      | Tegucigalpa    |
| Vida      | La Ceiba       |

## Fase regular
| Pos. | Equipo    | Pts. | PJ | G  | E  | P  | GF | GC | Dif. |
| ---- | --------- | ---- | -- | -- | -- | -- | -- | -- | ---- |
| 1.   | Olimpia   | 40   | 27 | 14 | 12 | 1  | 35 | 9  | +26  |
| 2.   | Motagua   | 32   | 27 | 9  | 14 | 4  | 27 | 18 | +9   |
| 3.   | España    | 31   | 27 | 9  | 13 | 5  | 23 | 14 | +9   |
| 4.   | UNAH      | 30   | 27 | 9  | 12 | 6  | 24 | 17 | +7   |
| 5.   | Platense  | 29   | 27 | 9  | 11 | 7  | 28 | 18 | +10  |
| 6.   | Broncos   | 29   | 27 | 10 | 9  | 8  | 27 | 24 | +3   |
| 7.   | Vida      | 24   | 27 | 6  | 12 | 9  | 22 | 32 | -10  |
| 8.   | Marathón  | 23   | 27 | 5  | 13 | 9  | 23 | 26 | -3   |
| 9.   | Federal   | 21   | 27 | 3  | 15 | 9  | 21 | 36 | -15  |
| 10.  | Atlántida | 11   | 27 | 3  | 5  | 19 | 12 | 48 | -36  |

|  | Clasifica a la cuadrangular, a la final y a la Copa de Campeones de la Concacaf 1976 |
|  | Clasifica a la cuadrangular                                                          |
|  | Desciende a Segunda División                                                         |

## Cuadrangular
| Pos. | Equipo  | Pts. | PJ | G | E | P | GF | GC | Dif. |
| ---- | ------- | ---- | -- | - | - | - | -- | -- | ---- |
| 1.   | España  | 7    | 6  | 3 | 1 | 2 | 6  | 4  | +2   |
| 2.   | Motagua | 7    | 6  | 2 | 3 | 1 | 5  | 4  | +1   |
| 3.   | UNAH    | 6    | 6  | 2 | 2 | 2 | 5  | 8  | -3   |
| 4.   | Olimpia | 4    | 6  | 1 | 2 | 3 | 6  | 6  | 0    |

|  | Partido por la final y clasificación a la Copa de Campeones de la Concacaf 1976 |

Desempate
| 3 de diciembre de 1975                                                                                    | España | 0:0 (t. s.) | Motagua | Estadio Francisco Morazán, San Pedro Sula |  |
| España clasifica a la final y la Copa de Campeones de la Concacaf 1976 por tener mejor diferencia de gol. |        |             |         |                                           |  |

## Final
| 7 de diciembre de 1975 | Olimpia | 1:1 | España | Estadio Nacional, Tegucigalpa |                         |
|                        | Gómez   |     | Ortega | Árbitro(s): Julio Mejía       | Árbitro(s): Julio Mejía |

| 14 de diciembre de 1975 | España              | 2:0 (Global 3:1) | Olimpia | Estadio Francisco Morazán, San Pedro Sula |                                        |
|                         | Ferreira · Yerawood |                  |         | Árbitro(s): Carlos Roberto Ortíz Pérez    | Árbitro(s): Carlos Roberto Ortíz Pérez |

|                          |
| España Campeón 2° título |